# Funktionelle Proteomik

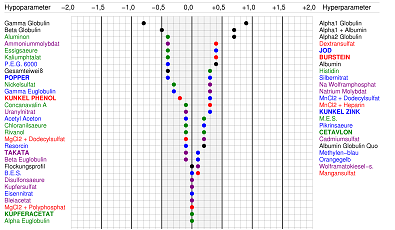
Beispiel Eiweissprofil

Funktionelle Proteomik (auch biodynamisches Eiweißprofil, Flockungsprofil, Serumlabilitätsprobe, frz. bilan protéomique) ist ein alternativmedizinischer Bluttest mit dem Ansatz, Erkrankungen zu erkennen und zu beheben. Dazu wird ein Profil von 44 Fällungsreaktionen (Ausflockungen) im Blutserum bestimmt. Die unterschiedlichen Reaktionsprofile sollen Rückschlüsse auf den Zustand innerer Organe erlauben. Auch die Wirkung von alternativmedizinischen Heilmitteln soll durch Veränderungen im Profil sichtbar werden.
Reagentien und Anleitungen werden vom privaten Centre Europeen d'Informatique et d'Automation (CEIA) in Lacenas bei Lyon vertrieben. Nach Angaben von CEIA gibt es europaweit ca. 1500 ärztliche Anwender. Wissenschaftliche Studien sind bisher nicht vorgelegt worden.

## Geschichte
Die funktionelle Proteomik wurde in den 1970er Jahren von den französischen Ärzten André Martin und Eric Reymond, dem französischen Biologen Jean Pacquelet und dem belgischen Arzt Pol Henry (1918–88, außerdem Erfinder der Gemmotherapie) aus dem Serumlabilitätstest (Eiweißfällung z. B. mit Zinksulfat, ca. 1910) entwickelt.

## Grundlagen
Die Ausflockung führt zu einer Veränderung der optischen Dichte des Serums, welche densitometrisch erfasst wird. Die Reaktionskinetik hat einen typischen Verlauf. Die Dichtemessung erfolgt immer zum selben Zeitpunkt, nämlich an dem Punkt, an dem die Reaktionsgeschwindigkeit maximal ist. Die Messergebnisse werden als Vielfaches der Standardabweichung von einem bei CEIA vorhandenen Mittelwert aus früheren Messungen angegeben. Dieser soll auf einem Vergleichskollektiv von Patienten gleichen Alters und Geschlechts beruhen (geprüfte Publikationen dazu liegen allerdings nicht vor).

## Anwendungen

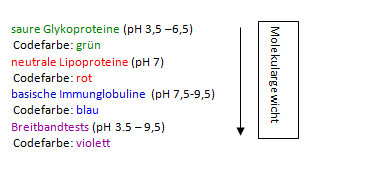
Proteingruppen nach molarer Masse und pH-Wert

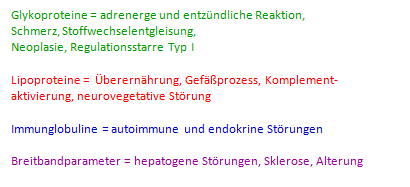
Proteingruppen nach Diagnosen

Anwender dieser Methode teilen die kolloidal im Blut gelösten Proteine nach ihrer Masse und ihrem chemischen Verhalten in grobe Gruppen ein, denen sie bestimmte klinische Bedeutungen zuschreiben. Die konkrete Zuordnung ist sehr vage, z. B. sollen Glykoproteine auf Krankheiten mit entzündlichen Reaktionen, Stoffwechselentgleisungen mit pH-Verschiebungen und Neoplasien hinweisen. Die Therapie der Veränderungen erfolgt mit nicht näher spezifizierten alternativmedizinischen Medikamenten.

### Einsatzgebiete
Die funktionelle Proteomik soll sich nach Ansicht der Anwender vor allem für die Prävention und Therapie chronischer und funktioneller Krankheiten eignen: Allergien, Nahrungsmittelunverträglichkeiten, chronische Entzündungen, chronische Schmerzen, Hauterkrankungen, Rheuma, Arthritis, Arthrose, vegetative Störungen, chronische Erschöpfung, und hormonelle Störungen.